# Bernd Göbel (Bildhauer)

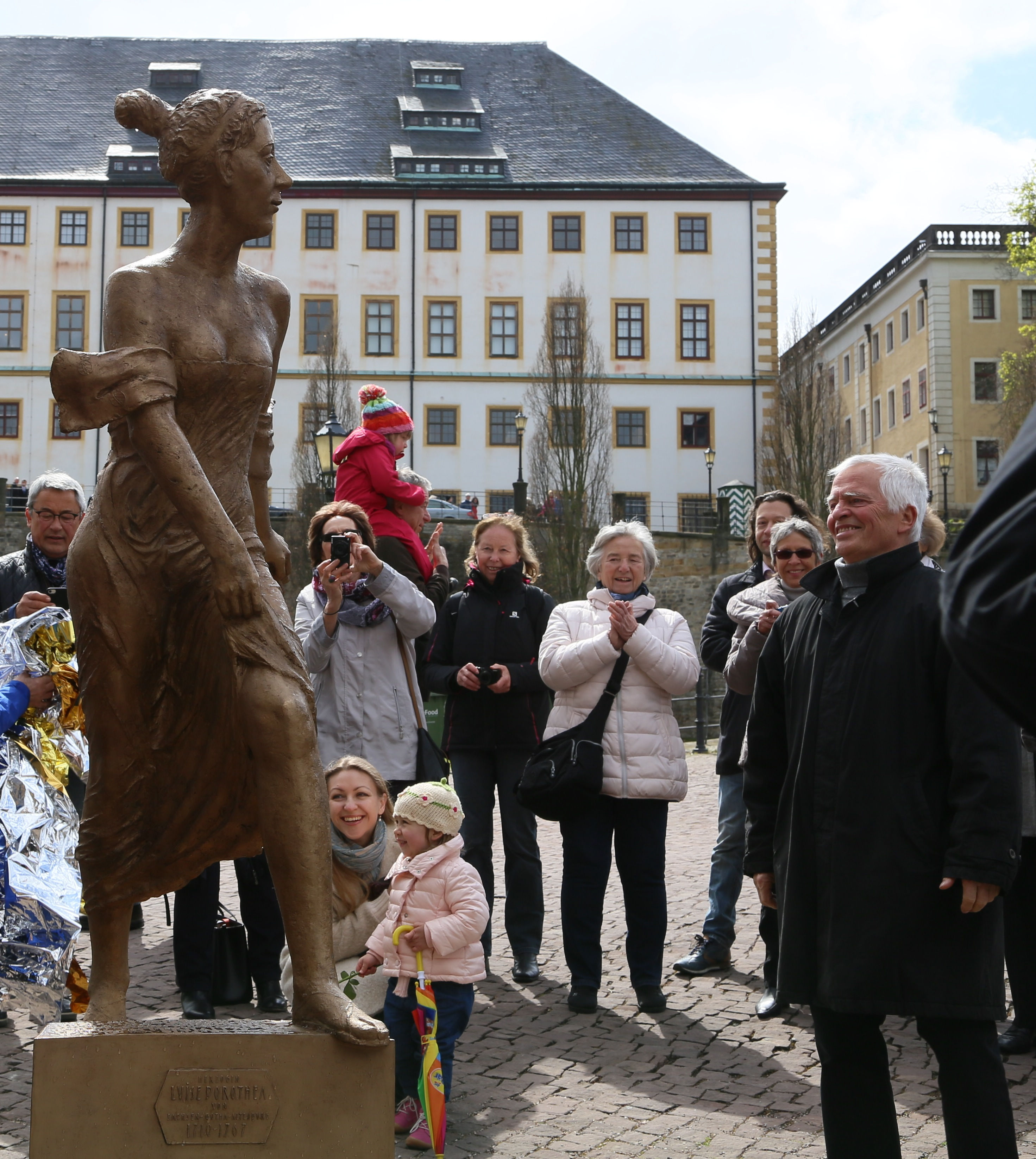
Bernd Göbel (rechts) am 22. April 2017 in Gotha bei der Enthüllung des von ihm geschaffenen Denkmals für Herzogin Luise Dorothea von Sachsen-Gotha-Altenburg anlässlich ihres 250. Todestages.

Bernd Göbel (* 15. Oktober 1942 in Freiberg) ist ein deutscher Bildhauer, Medailleur und Grafiker.

## Leben
Bernd Göbel machte von 1961 bis 1963 eine Lehre als Holzbildhauer. Danach schloss sich von 1963 bis 1969 ein Studium der Bildhauerei an der Hochschule für industrielle Formgestaltung in Halle (Saale) bei Gerhard Lichtenfeld an.
Von 1969 bis 1973 war er Assistent bei Gerhard Lichtenfeld, ab 1973 Lehrbeauftragter. 1978 erhielt Göbel eine Dozentur und wurde Leiter der Bildhauerklasse an der Burg Giebichenstein. 1982 wurde er zum Professor für Plastik an der Hochschule für industrielle Formgestaltung Halle, Burg Giebichenstein, ernannt und war seit 1991 auch als Prorektor der Hochschule tätig. Im März 2008 schied er aus dem Hochschuldienst aus.
Bernd Göbel führte in dritter Generation die Hallesche Bildhauertradition in der Lehre weiter und bildete viele Schüler in diesem Sinne aus. Zu diesen Schülern gehören Carsten Theumer, Bernd Kleffel, Marcus Golter, Steffen Ahrens, Maya Graber, Anne-Karen Hentschel, Petra Schwenzfeier, Katrin Pannicke, Martin Rödel, Adelheid Fuss, Stefan Voigtländer und Bruno Raetsch.
Er konnte seinen Schülern das Medaillenschaffen und die Herstellung einer Münze vermitteln. Er selbst wurde zu Wettbewerben zur Gestaltung von 10-DM- bzw. 10-€-Gedenkmünzen des Finanzministeriums eingeladen.
Göbel war bis 1990 Mitglied des Verbands Bildender Künstler der DDR. Er hatte in der DDR eine bedeutende Zahl von Einzelausstellungen und war an den meisten wichtigen überregionalen Ausstellungen beteiligt, u. a. von 1972 bis 1988 an der VII. bis X. Kunstausstellung der DDR in Dresden.
Bernd Göbel ist seit 1987 Mitglied in der FIDEM (Fédération internationale de la médaille d’art) und ist bis in die Gegenwart in der Deutschen Gesellschaft für Medaillenkunst leitend tätig.
Bernd Göbel arbeitet auch als Grafiker; er ist Holzschneider.

## Auszeichnungen
Internationale Anerkennung erfuhr Bernd Göbel vor allem als Medailleur: Als erster Deutscher erhielt er im Jahr 2000 den Sandford-Saltus-Preis der American Numismatic Society in New York und 2002 den Grand Prix der FIDEM in Paris.
Weitere Auszeichnungen: 1973 Will-Lammert-Preis Berlin, 1975 Gustav-Weidanz-Preis für Plastik der Burg Giebichenstein Kunsthochschule Halle, 1984 Kunstpreis der DDR, 1988 Kunstpreis des FDGB.
Im Jahr 2000 wurde Bernd Göbel Ehrenmitglied der ANS (American Numismatic Society).
Von der Deutschen Gesellschaft für Medaillenkunst erhielt er 2012 den Hilde-Bröer-Preis für sein Lebenswerk auf dem Gebiet des Medaillenschaffens.

## Werke

### Werke im öffentlichen Raum
Zu Göbels Arbeiten im öffentlichen Raum zählen zahlreiche Denkmale, Figurengruppen und Brunnen, die vor allem in Städten Mitteldeutschlands stehen. Seine bekanntesten Arbeiten sind:
- Fortuna-Brunnen in Freiberg (1981–1984)
- Denkmal des jungen Johann Sebastian Bach auf dem Marktplatz von Arnstadt (1982–1984)
- Denkmal für Bertolt Brecht (1976–1981) und Kurt Weill (1995–1997) auf dem Lidice-Platz in Dessau
- Figurengruppe „Der Friede trägt das Leben“ auf dem Friedensplatz in Dessau und auf dem Lichtenhäger Brink in Rostock-Lichtenhagen (1974–1977)
- Plastiken „Badende“ und „Hemdausziehende“ im Stadtpark in Dessau[2]
- „Unzeitgemäße Zeitgenossen“, auch „Beginn einer Reihe“, in der Grimmaischen Straße in Leipzig (1986–1989)
- Denkmal für den Versicherungsgründer Ernst-Wilhelm Arnoldi auf dem Arnoldiplatz in Gotha, aufgrund seiner umstrittenen künstlerischen Darstellung mit angespannt-krummem Rücken im Volksmund als Buckliger verspottet (1991)
- Marktbrunnen („Göbel-Brunnen“) auf dem Hallmarkt in Halle (1976–1997). Thema ist die Stadtgeschichte von Halle. Die Darstellung Kardinal Albrechts mit seiner Mätresse sorgte bereits vor der Aufstellung 1998 für heftige Diskussionen[3].
- Brunnen „Zwei Welten“ auf dem Entenplan in Merseburg (2002–2004)
- Denkmal für Gräfin Juliana zu Stolberg in Stolberg (Harz) (2005/06)
- Figurengruppen „Raub der Sabinerinnen“, „Urteil des Paris“ und „Bacchantische Szene“ im Breiten Weg in Magdeburg (1978–1984)
- Figurengruppe für die Opfer des Faschismus in der Gedenkstätte Wernigerode (1969–1971)
- Figurengruppe „Großes Paar“ in der Leipziger Straße in Halle (1973–1976)
- Konsolfiguren am Berufsausbildungszentrum Neubrandenburg (1975–1980)
- Sportlergruppe für das IOC-Gelände in Lausanne (1983–1984)
- Brunnen auf dem Kornmarkt in Quedlinburg (1985–1990)
- „Die Verführung“, Hinter dem Richthause in Halberstadt (1996–1998)
- Brunnen auf dem Nicolaiplatz in Wernigerode (2002/03)
- Bodenplatte zum Gedenken an die Bücherverbrennung 1933 auf dem Universitätsplatz Halle (2008)
- Gedenkstele für die Jüdischen Opfer auf dem Gelände der Leopoldina in Halle (2009)
- Brunnen „Schlüssel“ auf dem Weinberg Campus in Halle (2007/08), unter Mitarbeit von Marcus Golter und Carsten Theumer
- „Wassertreppe“ in Halle-Neustadt (1999–2001), unter Verwendung der Figuren des Nasreddin-Brunnens (1974–1977)
- Volkmann-Büste im Universitätsklinikum Halle (2008/09)
- Denkmal für Herzogin Luise Dorothea an der Wasserkunst in Gotha (2017)
- Denkmal für Joseph von Eichendorff in Halle (2019)
- Denkmal für Michail Sergejewitsch Gorbatschow in Dessau (2020)
- Skulpturen an der Balustrade (Pferdetränke) am Hauptmarkt in Gotha (2021)
- Denkmal für Christian Wolff in Halle (Saale) (2021)

### Medaillen
- Dank der Burg Giebichenstein für Willi Sitte (1986, Bronze; Rückseite, Vorderseite von Johannes Baumgärtner; auf der IX. Kunstausstellung der DDR)[4]

- Mars oder Venus (1986, Bronze)[5]
- Dürer in Italien (1988, Bronze, teilweise vergoldet)[5]

## Galerie

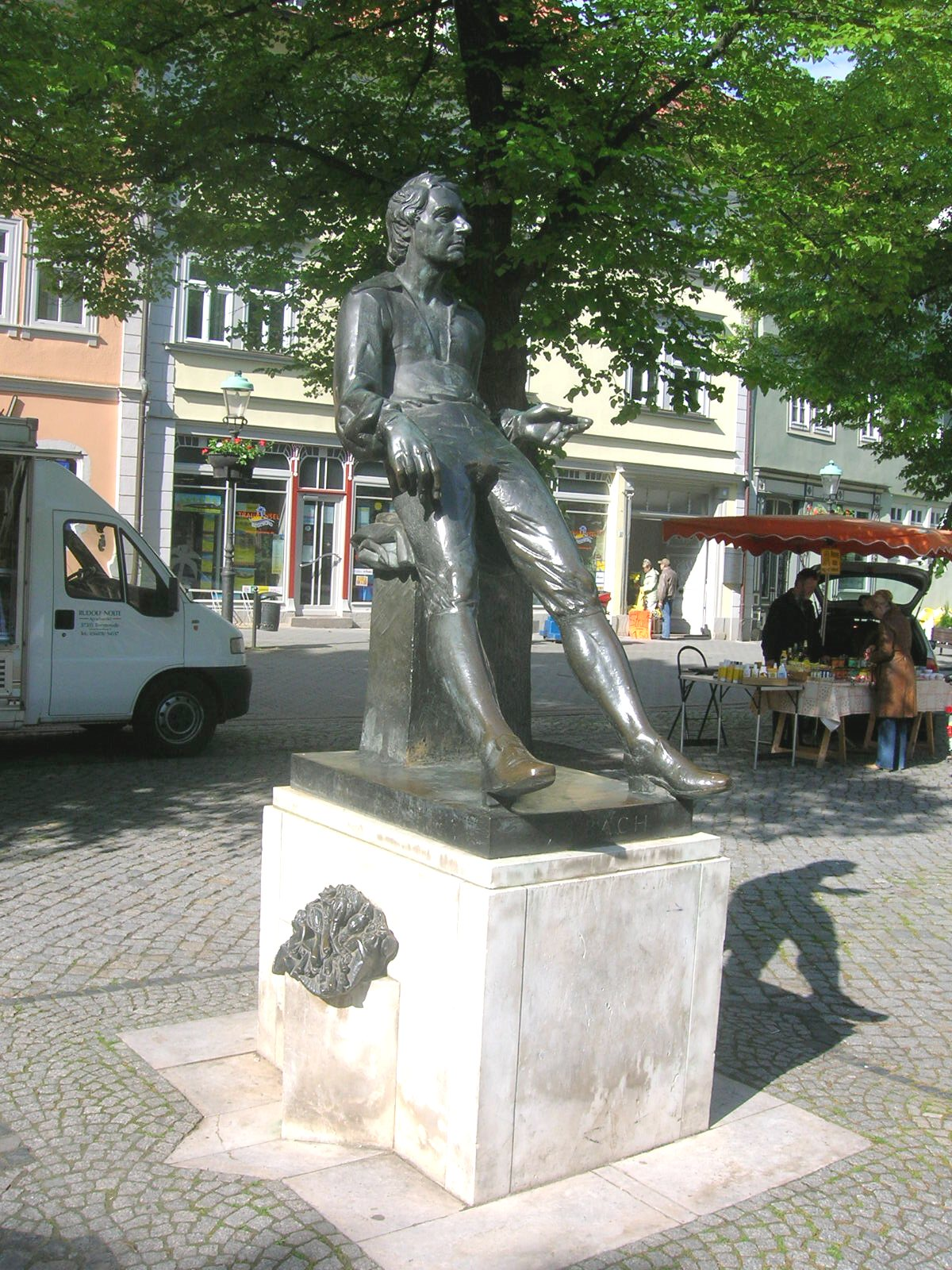
Bach-Denkmal in Arnstadt
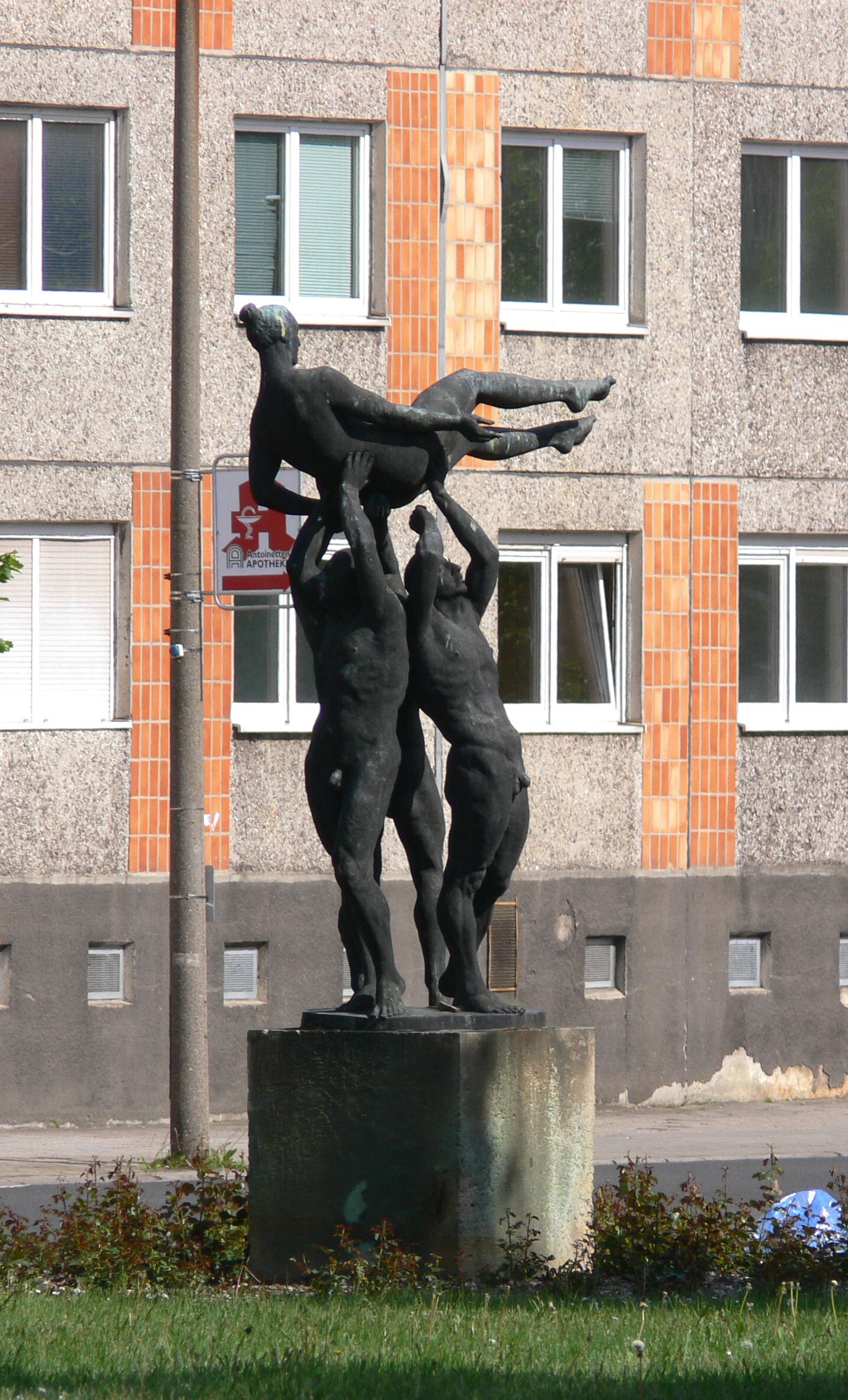
„Der Friede trägt das Leben“ in Dessau
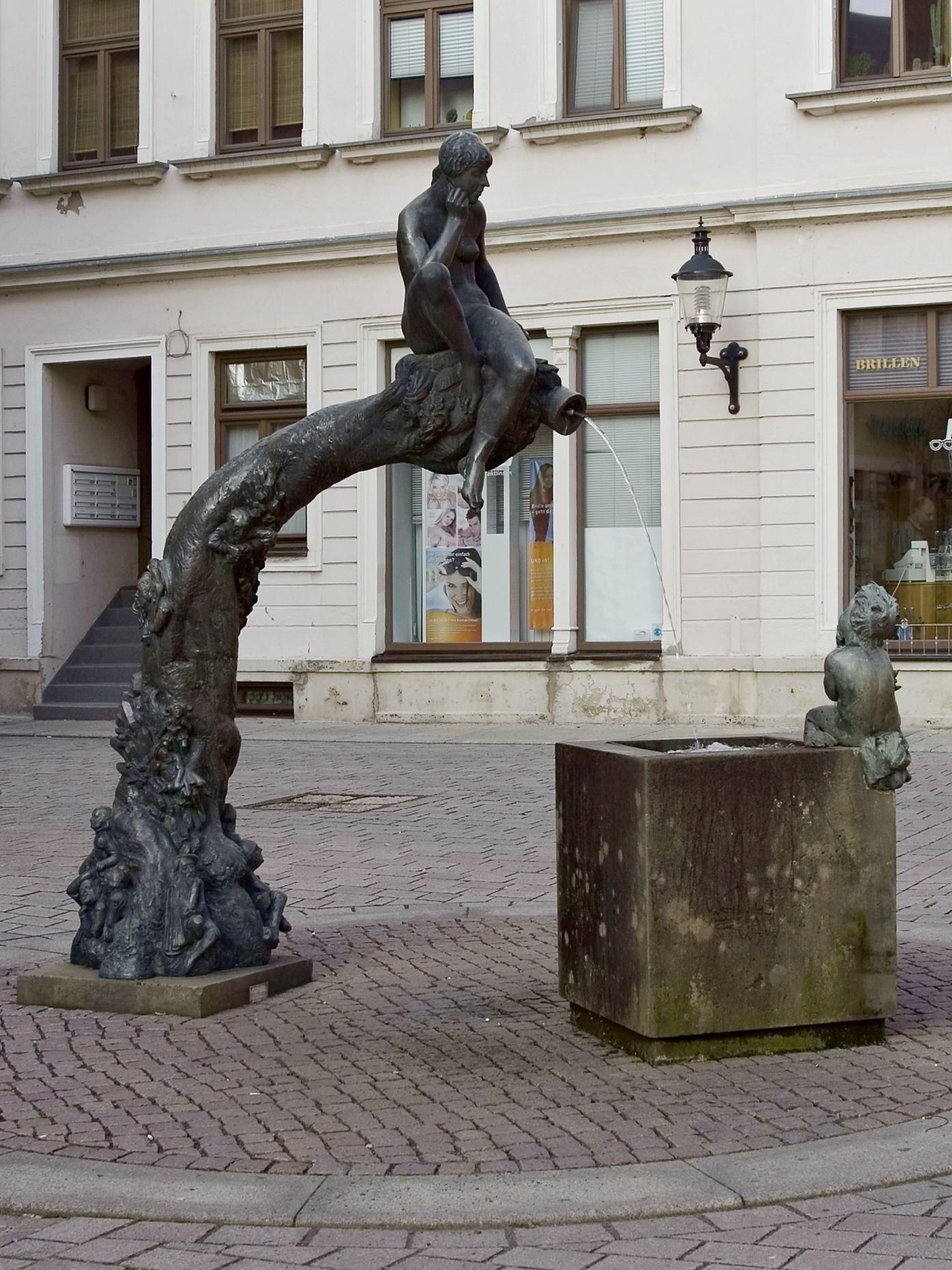
Fortuna-Brunnen in Freiberg
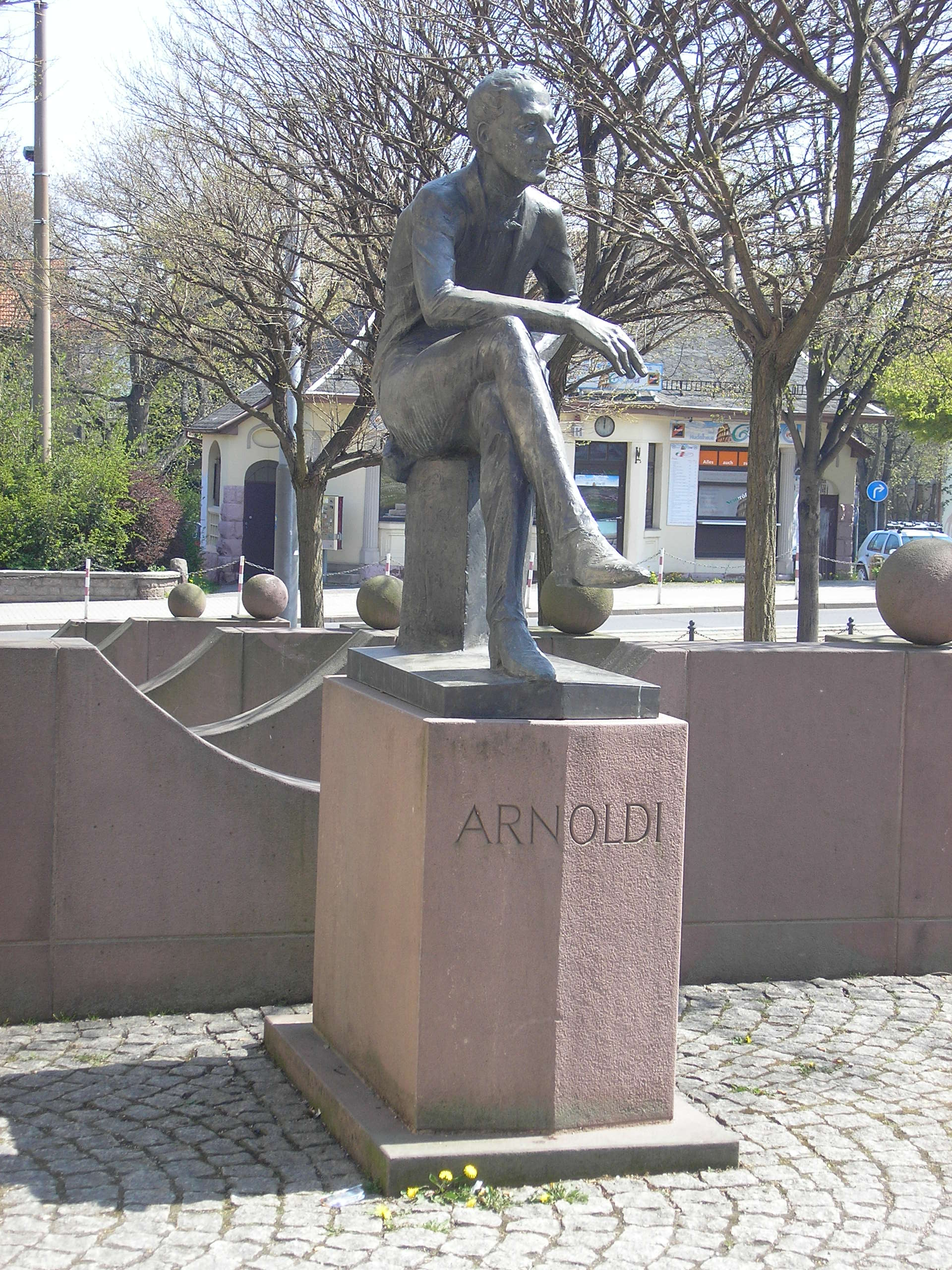
Arnoldi-Denkmal in Gotha
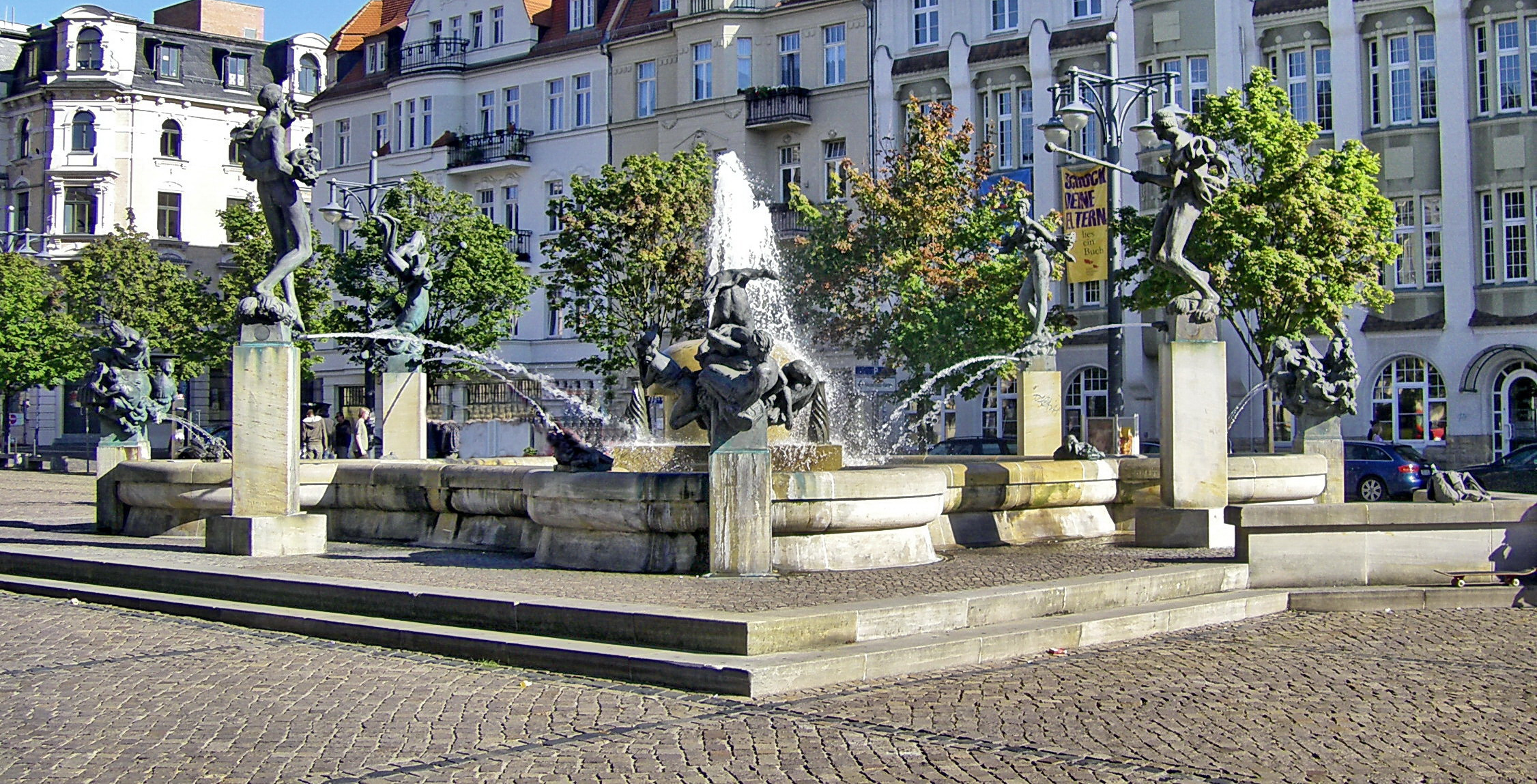
Marktbrunnen („Göbel-Brunnen“) in Halle
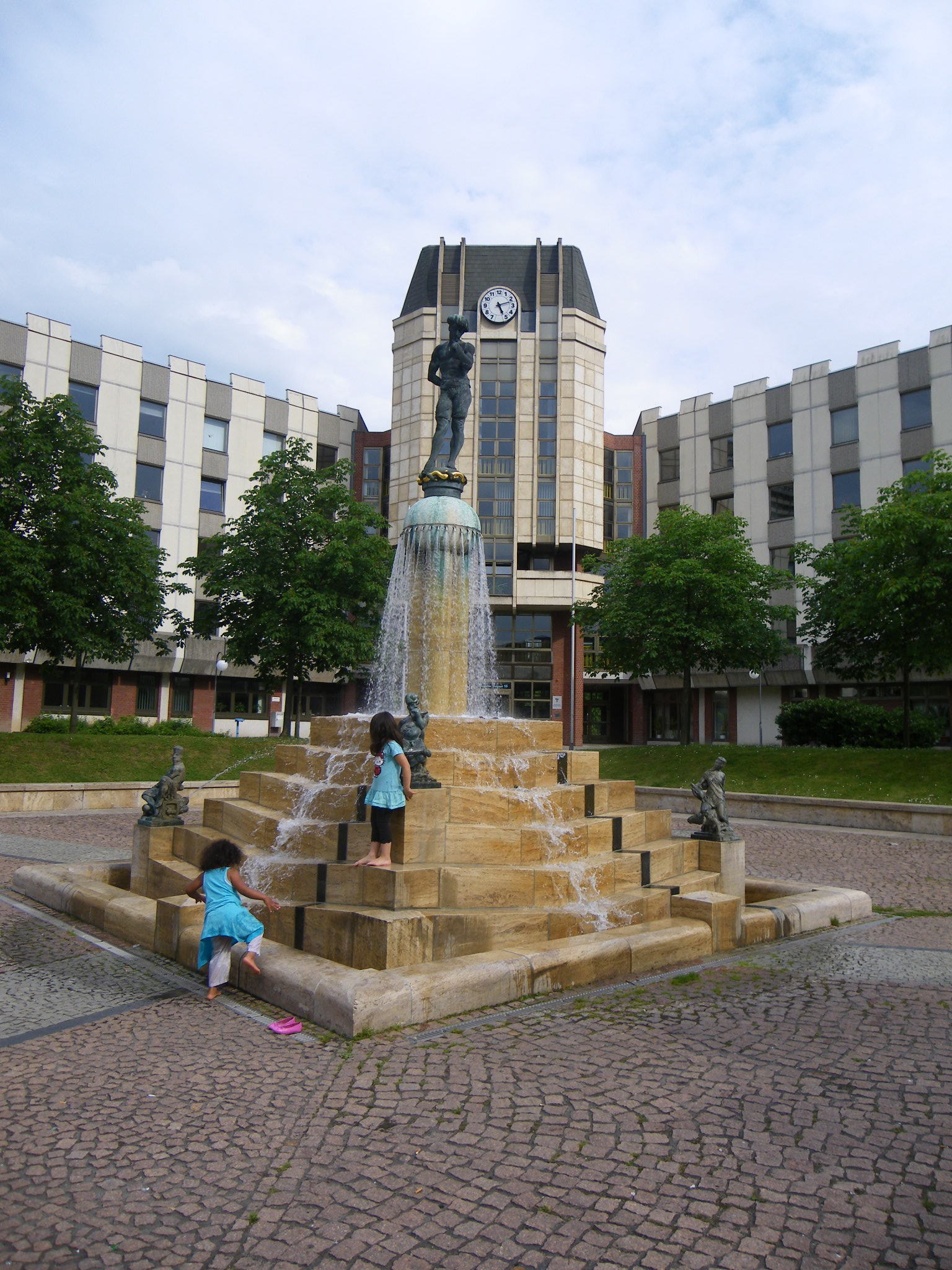
„Wassertreppe“, Hodscha-Nasreddin-Brunnen in Halle-Neustadt
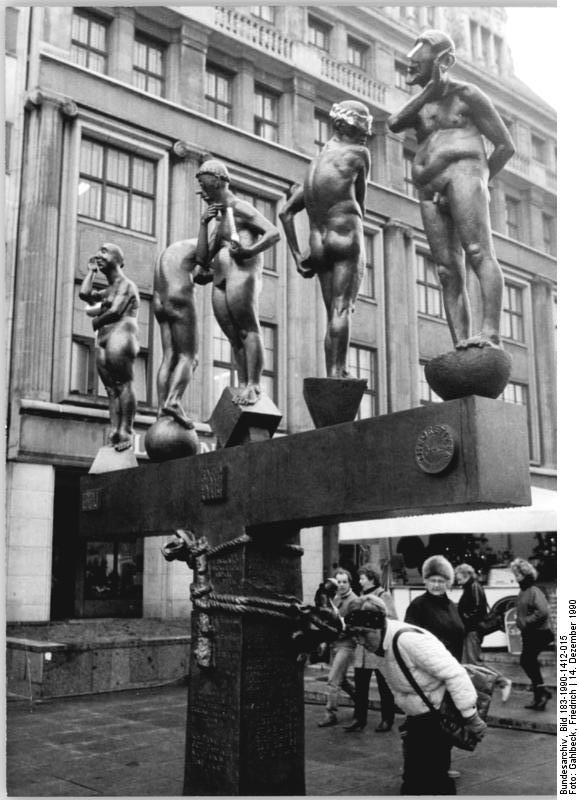
„Unzeitgemäße Zeitgenossen“ in Leipzig
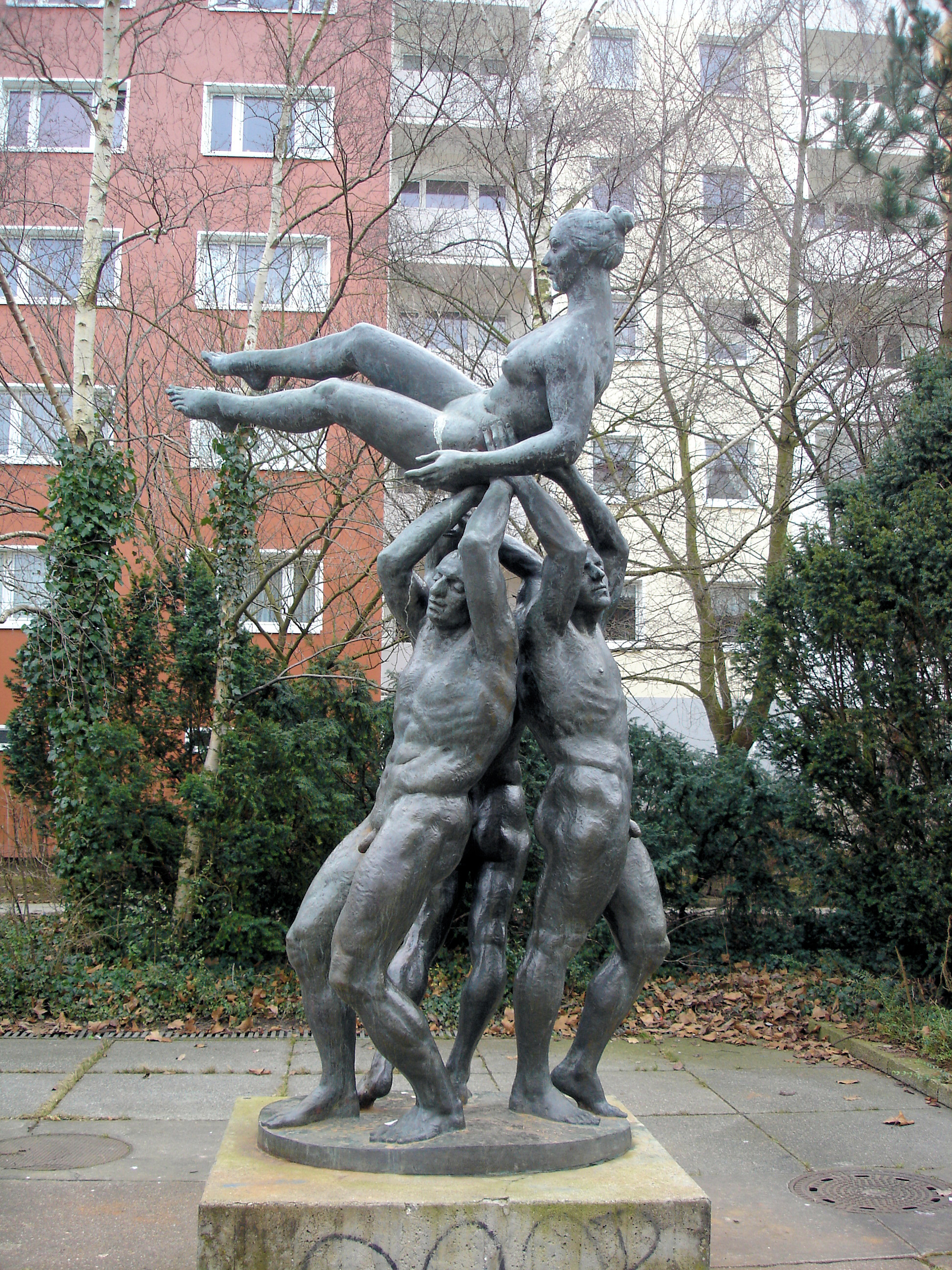
„Der Friede trägt das Leben“ in Rostock-Lichtenhagen
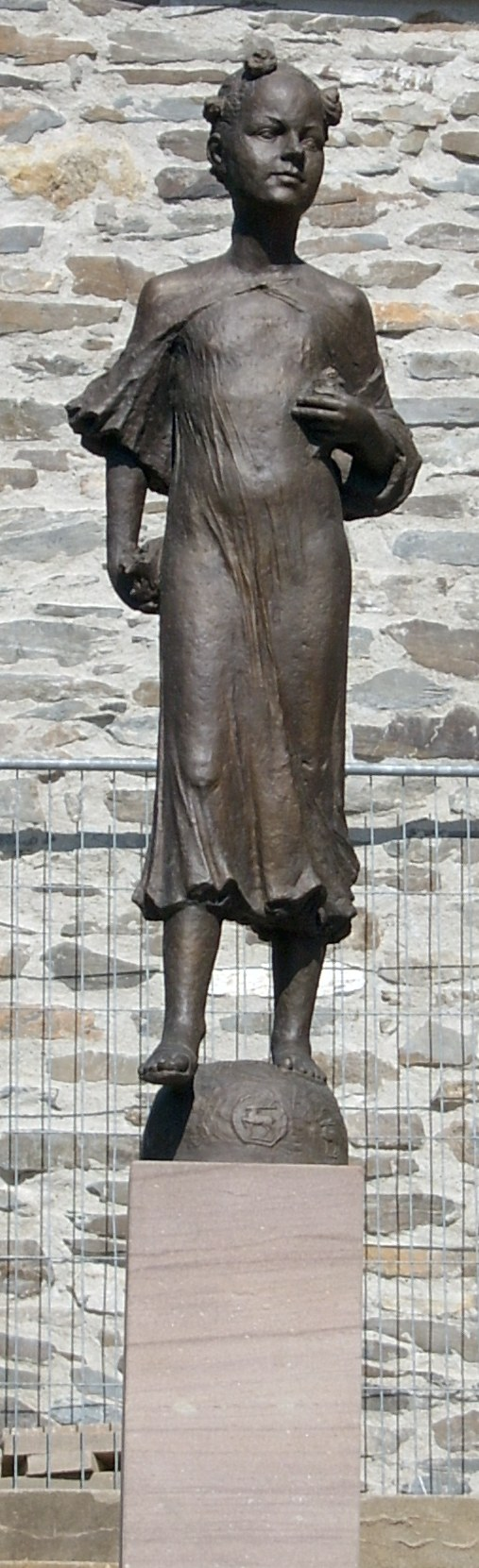
Denkmal Julianas zu Stolberg in Stolberg
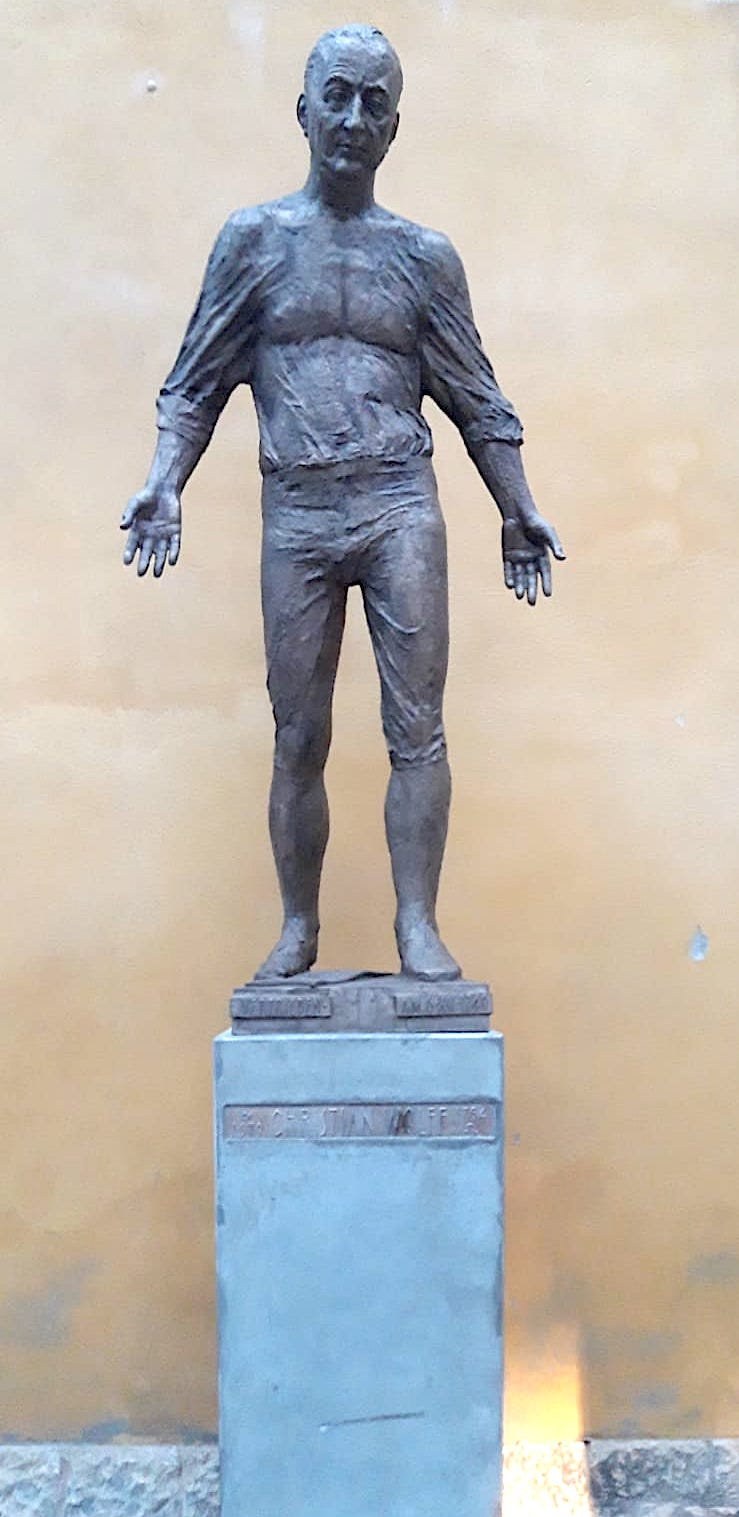
Christian-Wolff-Denkmal in Halle (Saale)